# Castillo de Bellinga
El Castillo de Bellinga (en sueco: Bellinga slott) está situado en el municipio de Ystad, Escania,   Suecia. La mansión fue construida en estilo Renacentista italiano en la década de 1860, por Amelie Elisabet Charlotta Piper (1836-1921) y su marido, el miembro del parlamento y ministro de exteriores Carl Fredrik Hochschild (1831-1898).